# Klaus Pielert
Klaus Pielert (* 8. April 1922 in Essen; † 14. Oktober 2015 in Preetz)  war ein deutscher Karikaturist und Pressezeichner. Sein Signum war Pi.

## Leben
Nach dem Abitur 1940 war Pielert bis Kriegsende Soldat; er wurde in Russland verwundet und erlitt eine Beinamputation. Von 1946 bis 1947 besuchte er die Kunstakademie Düsseldorf. Pielert war seit 1948 mit Elisabeth Langer (* 25. Oktober 1922) verheiratet, die am 26. Mai 1976 verstarb. Die gemeinsame Tochter wurde am 23. Dezember 1949 geboren. Pielert lebte bis 2008 in Düsseldorf, dann in Preetz (Kreis Plön), wo er am 14. Oktober 2015 im Alter von 93 Jahren starb.
1947 veröffentlichte er mit Bumm macht das Rennen seinen ersten Comic im Nachkriegsdeutschland. Von 1948 bis 1961 war er für die Neue Ruhr Zeitung bzw. den Rhein-Echo in Essen tätig. Es folgten längere Stationen beim Industriekurier (ab 1957) und beim Handelsblatt (ab 1970) in Düsseldorf. Von 1961 bis 2000 arbeitete er zudem für die Westdeutsche Allgemeine Zeitung in Essen und von 1962 bis 2000 für den Kölner Stadtanzeiger. Der Karikaturist Dieter Hanitzsch hielt 2002 im Haus der Geschichte in Bonn, dem Pielert noch zu Lebzeiten sein gesamtes Werk überließ, eine Laudation auf Pielert.

## Auszeichnungen
- 1965: 1. Preis der Jusos die beste Karikatur zur Bundestagswahl 1965
- 1969: Theodor-Wolff-Preis